# Pachytomella parallela
Pachytomella parallela är en insektsart som först beskrevs av Meyer-dür 1843.  Pachytomella parallela ingår i släktet Pachytomella, och familjen ängsskinnbaggar. Enligt den svenska rödlistan är arten otillräckligt studerad i Sverige. Arten förekommer i Övre Norrland. Artens livsmiljö är våtmarker.